# Црква Благовести Пресвете Богородице у Доњем Вуковском
Црква Благовести Пресвете Богородице је српска православна црква која се налази у Доњем Вуковском у општини Купрес, а припада Митрополитији дабробосанској.
Подигнута је или обновљена 1863. године, а заједно са портом проглашена је за Национални споменик Босне и Херцеговине. 

## Локација
Црква је изграђена на локалитету Црквине, у селу Кудиљи - Доње Вуковско. Насеље је удаљено 12 км од Купреса, са којим је повезано макадамским путем.

## Опис
Ова црква припада типу једнобродних цркава са звоником, зиданим каменим блоковима. Црква има правоугаону основу димензија 17,70 х 10,10 м. Са западне стране налази се звоник, димензија 2,30 х 3,10 м, тако да укупна дужина цркве, рачунајући и звоник, износи 20 м. Укупна висина цркве до износи 10 м, на северној страни.
Под цркве је у односу на висинску коту северне прилазне фасаде укопан за око 60 цм, па је висинска разлика између коте пода цркве и врха цркве 10,60 м. Висинска разлика између коте терена северне фасаде и стрехе износи око 6,72 м, а висинска разлика између коте пода цркве и стрехе износи 7,32 м.

## Историјат
Топоними Доње Вуковско, као и Равно и Вуковско (два суседна поља која су повезана кланцем Равањска врата) први пут се спомињу 1516. године, приликом пописа проведеног у купрешком крају током османског периода. Ови топоними спомињу се поновно у попису из 1574. године, где се уз Доње Вуковско спомиње и топоним Дуго Поље.
Почетком првих деценија 16. века на Купрешку висораван пописано је православно становништво и свештеници. Број православног становништва се до 1851. године повећавао, тако да је тада бројало 4000 православних верника. Црква је подигнута или обновљена 1863. године. Имала је изузетно вредан иконостас израђен од ораховог дрвета. Овај иконостас, заједно с архивом и парохијалним станом, нестао је 5. маја 1942. године у пожару подметнутом од стране Италијана и усташа. Обновљене је у другој половини 20. века.
Црква је поново оштећена 1994. године, током Рата у БиХ. Том приликом је храм проваљен, оштећен, а иконе и други инвентар опљачкани. Црква је у више наврата пљачкана и оскрнављена и након рата.